# Margarinotus interruptus
Margarinotus interruptus är en skalbaggsart som först beskrevs av Palisot de Beauvois 1805.  Margarinotus interruptus ingår i släktet Margarinotus och familjen stumpbaggar. Inga underarter finns listade i Catalogue of Life.